# Río Isarco

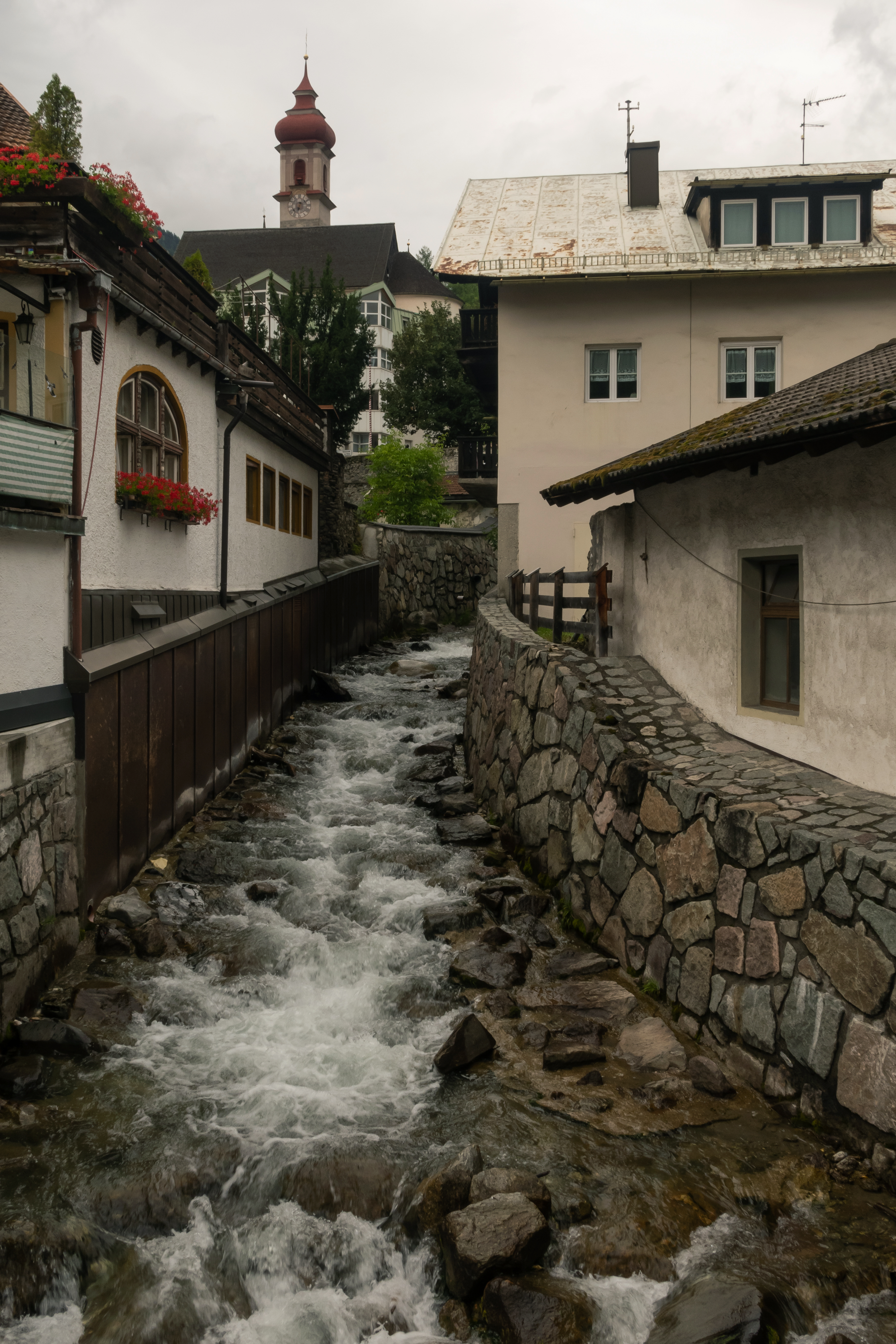
El rio Isarco en Colle Isarco

El Isarco (en alemán Eisack; en latín Isarus o Isarcus; en antiguo griego, Isarchos, Ἰσαρχος) es un importante río del norte de Italia, el segundo más largo de la región de Trentino-Alto Adigio. Nace en el alto Valle del Isarco en el  Alto Adigio, cerca del Brénero, a una altitud de alrededor de 1990 m s. n. m. El río recoge agua de una cuenca de alrededor de 4200 km².
Al principio el río fluye a través del Wipptal y después del pueblo de Varna por el valle de Isarco. En el Südtirollied se canta a su naciente como la frontera septentrional del Tirol del Sur. Después de un curso de más de 90 km de longitud, el valle homónimo confluye en el Adigio al sur de Bolzano, como su principal afluente por la izquierda, presentando el caudal mayor del segmento superior del mismo Adigio.
Las principales ciudades y pueblos a lo largo del curso del río son Vipiteno, Fortezza, Brixen, Chiusa (Klausen), Ponte Gardena (Waidbruck) y finalmente la capital de la provincia. En Brixen se funde con el Rienz. Varios arroyos menores son afluentes, incluyendo el Ridnauner Bach, el Pflerscher Bach, el Pfitscher Bach, el Villnößer Bach, el Grödner Bach, el Braibach (también conocido como el Tierser Bach), el Eggentaler Bach y el Talvera que fluye desde Sarentino (Sarntal).
El Isarco es usado ampliamente para la producción de electricidad; está represado cerca de Fortezza, Chiusa y Ponte Gardena.